# 在アイルランド英国大使館
在アイルランド英国大使館（英語: Embassy of the United Kingdom in Ireland）は、イギリス政府がアイルランドの首都ダブリンに設置している大使館である。所在地はダブリン市4区ボールズブリッジ地区メリオンロード29。2021年8月現在の駐アイルランド英国大使はポール・ジョンストンである。

## 歴史

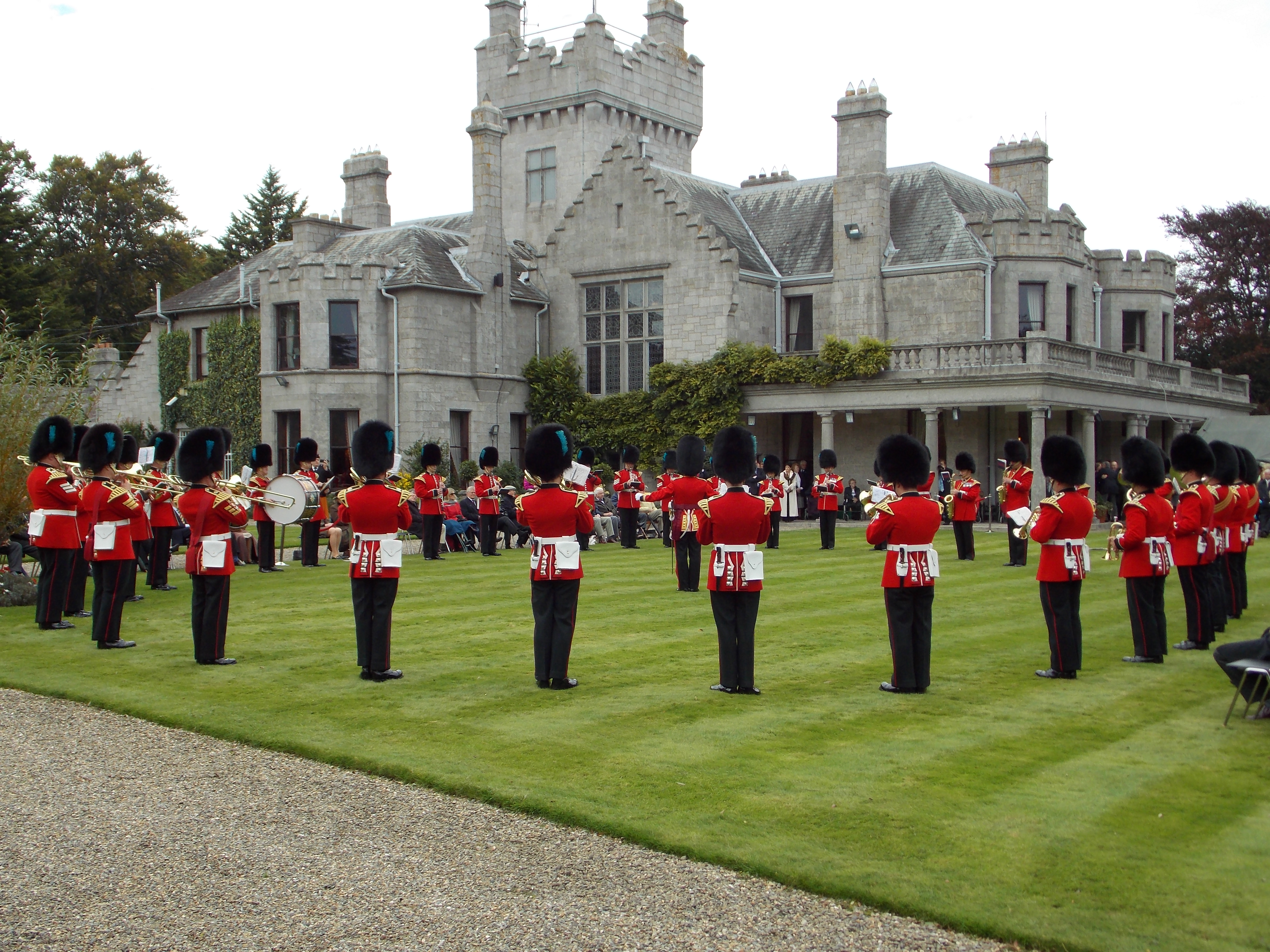
駐アイルランド英国大使公邸、グレンケアン・ハウス

アイルランド自由国は1922年にイギリスから分離独立したものの、1928年まではイギリス国王の代理人たるアイルランド自由国総督がアイルランドにおいてイギリス政府を代表したため、他の英国自治領と同様にイギリスがアイルランドに外交使節を送ることはなかった。対照的に、ロンドンの在英アイルランド高等弁務官事務所（現在の在英アイルランド大使館）は独立の翌年の1923年に設立された。
イギリス駐在員事務所として知られる、イギリスの独立した政府代表部がアイルランドにようやく設立されたのは1939年になってからである。 1948年にウラクタスによってアイルランド共和国法が可決され、1949年のイギリス連邦離脱が決定した際、この代表部は英国大使館と改称され、その代表者は大使に昇格した。
1972年2月2日、デリーでの血の日曜日事件を受け2万から3万人の人々が参加した反英デモの最中に、IRA正統派の数名によりメリオン・スクエアにあった当時のイギリス大使館の建物は放火され、全焼した。1981年にはイギリスにより収監されていたIRA構成員によるハンガーストライキに呼応した群衆が英国大使館へ殺到し侵入を試みた。
メリオン・ロードにある現在の英国大使館の建物はアライズ・アンド・モリソン建築事務所により設計され、1995年に建設された。大使館には修道院を思わせる中庭があり、その周囲に建物が建設された。

## 大使公邸
在アイルランド英国大使のダブリンの公邸はグレンケアン・ハウスと呼ばれマーフィーズタウン・ロードに面している。この建物は1950年代から公邸として使用され始めた。